# Feuer-Ratte
Die Feuer-Ratte (Bingzi, chinesisch 丙子, Pinyin bǐngzǐ) ist das 13. Jahr des chinesischen Kalenders (siehe Tabelle 天支 60-Jahre-Zyklus). Es ist ein Begriff aus dem Bereich der chinesischen Astrologie und bezeichnet diejenigen Mondjahre, die durch eine Verbindung des dritten Himmelsstammes (丙,  bǐng, Element Feuer und Yáng) mit dem ersten Erdzweig (子,  zǐ), symbolisiert durch die Ratte (鼠,  shǔ), charakterisiert sind.
Nach dem chinesischen Kalender tritt eine solche Verbindung alle 60 Jahre ein. Das letzte Feuer-Ratte-Jahr begann 1996 und dauerte wegen der Abweichung des chinesischen vom gregorianischen Kalenderjahr vom 19. Februar 1996 bis 6. Februar 1997.

## Feuer-Ratte-Jahr
Im chinesischen Kalenderzyklus ist das Jahr der Feuer-Ratte 丙子bǐngzǐ das 13. Jahr (am Beginn des Jahres: Holz-Schwein 乙亥 yǐhài 12).
| Liste der Feuer-Ratte-Jahre des 60-Jahres-Zyklus (Ende des Zyklus – bei Zählung vom 1. Regierungsjahr Huángdì) (Beginn des Zyklus – bei Zählung vom 61. Regierungsjahr Huángdì)            |              |              |              |              |              |              |              |              |              |              |
| Zykl. | 0            | 1            | 2            | 3            | 4            | 5            | 6            | 7            | 8            | 9            |
| 0 | 2685 v. Chr. | 2625 v. Chr. | 2565 v. Chr. | 2505 v. Chr. | 2445 v. Chr. | 2385 v. Chr. | 2325 v. Chr. | 2265 v. Chr. | 2205 v. Chr. | 2145 v. Chr. |
| 10 | 2085 v. Chr. | 2025 v. Chr. | 1965 v. Chr. | 1905 v. Chr. | 1845 v. Chr. | 1785 v. Chr. | 1725 v. Chr. | 1665 v. Chr. | 1605 v. Chr. | 1545 v. Chr. |
| 20 | 1485 v. Chr. | 1425 v. Chr. | 1365 v. Chr. | 1305 v. Chr. | 1245 v. Chr. | 1185 v. Chr. | 1125 v. Chr. | 1065 v. Chr. | 1005 v. Chr. | 945 v. Chr.  |
| 30 | 885 v. Chr.  | 825 v. Chr.  | 765 v. Chr.  | 705 v. Chr.  | 645 v. Chr.  | 585 v. Chr.  | 525 v. Chr.  | 465 v. Chr.  | 405 v. Chr.  | 345 v. Chr.  |
| 40 | 285 v. Chr.  | 225 v. Chr.  | 165 v. Chr.  | 105 v. Chr.  | 45 v. Chr.   | 16           | 76           | 136          | 196          | 256          |
| 50 | 316          | 376          | 436          | 496          | 556          | 616          | 676          | 736          | 796          | 856          |
| 60 | 916          | 976          | 1036         | 1096         | 1156         | 1216         | 1276         | 1336         | 1396         | 1456         |
| 70 | 1516         | 1576         | 1636         | 1696         | 1756         | 1816         | 1876         | 1936         | 1996         | 2056         |
| 80 | 2116         | 2176         | 2236         | 2296         | 2356         | 2416         | 2476         | 2536         | 2596         | 2656         |
| Hinweis: Die laufende Nr. des Zyklus ergibt sich aus der Zeilen-Nr. addiert mit der Spalten-Nr. Beispiel: Das Feuer-Ratte-Jahr des 35. Zyklus (Zeile 30 + Spalte 5) entspricht 585 v. Chr. |              |              |              |              |              |              |              |              |              |              |